# Anatoli Nossovitch
Anatoli Leonidovitch Nossovitch (en russe : Aнатолий Леонидович Носович, 1878, Finlande – 1968, Nice) est un officier russe ayant servi dans l'armée impériale pendant la Première Guerre mondiale puis dans les rangs de l'Armée rouge. Devenu russe blanc, il part ensuite en exil à Nice où il passe le restant de son existence. Il y ouvre un garage et continue d'être actif dans la communauté russe blanche française.

## Biographie
Issu d'une famille d'aristocrates et de militaires, Anatoli Nossovitch rentre dans le corps des cadets de Pskov à dix ans. Il poursuit ensuite ses études à l'École de cavalerie Nicolas en tant qu'élève officier, puis à École militaire d'état-major Nicolas. Il enseigne par la suite l'histoire militaire au Corps des Pages et à l'École d'artillerie Nicolas.
Au cours de la Première Guerre mondiale, il est colonel des Uhlans de la Garde impériale (ru), puis général-major de la 117e Division d’infanterie. En 1918, il s'engage dans les rangs de l'Armée rouge, mais sera suspecté de travailler pour les blancs. Arrêté sur ordre de Staline le 5 août 1918, il est relâché quatre jours sur intervention de Trotsky. Il est alors nommé adjoint du général Sitine (ru) qui a la direction du front sud (en) et devient chef d'état-major  de l'armée de Tsarytsine. Il passe ensuite, à la mi-octobre 1918, du côté des armées blanches, commandées par les généraux Dénikine, puis Wrangel. En 1919, il est à la tête de la région et de la garnison de Novorossiïsk, et dirige les activités de contre-espionnage et de guerre anti-partisans sur les lignes arrières blanches.
Émigré en France, Anatoli Nossovitch s'installe à Nice où il tient un garage et participe à la vie des organisations locales d'émigrés militaires russes. Il dirige des cours s'adressant aux sous-officiers (1933) et est également membre de l'Association des officiers des anciens régiments de la Garde imperiale russe.

## Archives
- Inventaire du fonds d'archives d'Anatoli Nossovitch conservé à La contemporaine. Le présent article reprend des éléments de cet inventaire placé sous licence ouverte Etalab.